# Sansis (peuple)

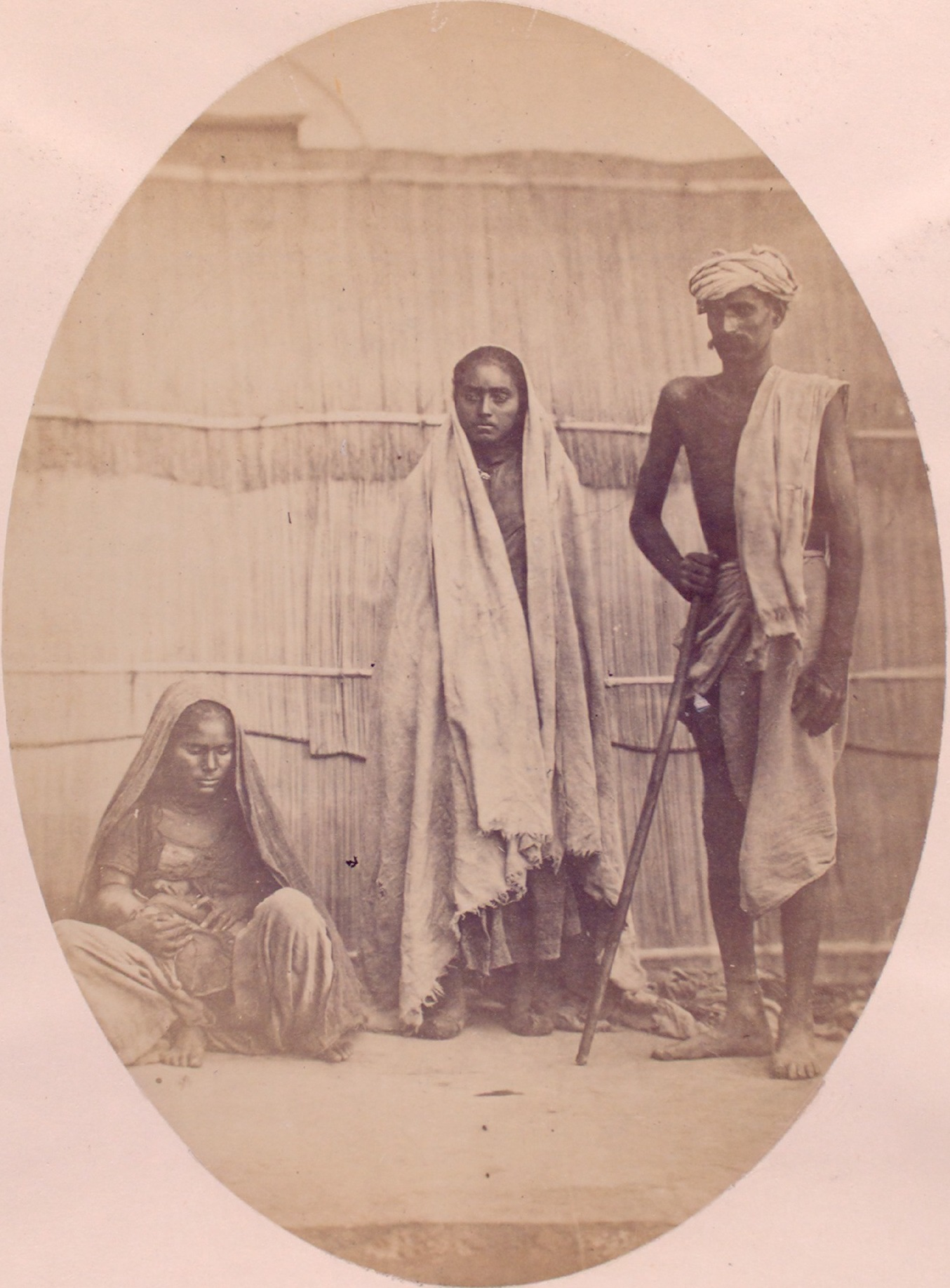
Sansis photographiés en 1868.

Les Sansis sont un peuple nomade de l'Inde, originaire du Rajasthan et dispersé dans plusieurs régions du pays.

## Histoire
Les Sansis, chassés par la conquête musulmane au XIIIe siècle, se sont dispersés dans les principautés rajpoutes et dans d'autres régions de l'Inde.
Sous la colonisation britannique, ils sont inscrits en 1871 sur la liste des « castes criminelles ». Le superintendant de police Frederick S. Mullaly, dans ses Notes on Criminal Classes of the Madras Presidency (1892), les décrit comme une tribu de voleurs errants.
Le Criminal Tribes Act  est aboli en 1952 mais les Sansis, assimilés aux Dalits, comptent toujours parmi les castes les plus discriminées.
En 2002, leur nombre est estimé entre 60 000 et 80 000. Au recensement de 2011, ils sont enregistrés en Uttar Pradesh sous le nom de Sansiya : on en dénombre 5 689.
Selon le même recensement, au Rajasthan, leur taux d'alphabétisation est meilleur que celui d'autres groupes discriminés : 83% pour les garçons et 87% pour les filles ; cependant, l'abandon de l'école est général à la fin de l'enseignement primaire.
Un demi-siècle après l'abolition de leur statut infamant, la plupart des Sansis restent en bas de l'échelle sociale bien que quelques-uns fassent carrière dans la police ou le droit. Au Rajasthan et à New Delhi, où une étude municipale de 2014 a révélé qu'ils étaient beaucoup plus nombreux qu'attendu, un certain nombre de familles vivent du commerce clandestin d'alcool,.

## Langue
Le sansi, sansiboli ou bhilki appartient au groupe central des langues indo-aryennes. Certains auteurs le considèrent comme un dialecte du rajasthani avec de nombreux emprunts au pendjabi, au hindi et au marwari plus ou moins marqués selon les régions. N'ayant pas de territoire ni d'institutions propres, il n'est pratiquement plus transmis à la jeune génération et figure parmi les langues en voie de disparition.

## Dans la fiction
Rudyard Kipling mentionne les Sansis dans plusieurs romans et nouvelles. Dans son roman Kim (1902), il les décrit parmi les groupes de voyageurs de la Grand Trunk Road qui traverse l'Inde d'est en ouest :

« Ils rencontrèrent un groupe de Sansis, longs cheveux, odeur forte, le dos chargé de paniers de lézards et autres nourritures impures, leurs chiens faméliques leur reniflant les talons. Ces gens-là, cantonnés sur la route à leur côté réservé, avançaient au petit trot rapide et furtif, et toutes les autres castes leur laissaient largement la place ; car le Sansi est pollution gravissime. »